# Podróż apostolska Franciszka do Grecji
Podróż apostolska papieża Franciszka do Grecji odbyła się 16 kwietnia 2016 roku obejmowała wyspę Lesbos. Podczas pielgrzymki Papież w obozie dla uchodźców spotkał się z uchodźcami.

## Program wizyty
O godzinie 7.00 Papież wyleciał samolotem z rzymskiego lotniska Fiucimino do Mityleny. O godz 10:02 czasu greckiego przybył na lotnisko rozpoczynając swoją podróż. Po wylądowaniu papieża przywitał na lotnisku premier Grecji Aleksis Tsipras, Bartłomiej (patriarcha Konstantynopola), arcybiskup Aten Ieronymos i przewodniczący konferencji Episkopatu Grecji Fragkiskos Papamanolis. O 11.15 papież udał się do obozu dla uchodźców, gdzie wygłosił przemówienie. O 12.40 abp Leronymos, patriarcha Bartłomiej i papież podpisali deklarację pomocy uchodźcom. O 13.30 Franciszek udał się do prezydium na Lesbos, by wspólnie z prawosławnymi mieszkańcami wyspy i wspólnotą katolicką uczcić pamięć ofiar kryzysu migracyjnego. O 14:15 papież udał się na lotnisko na Lesbos, gdzie o 15:00 odbyła się krótka ceremonia pożegnalna; 20 minut później papież odleciał samolotem do Rzymu. O 16:30 włoskiego czasu papież wylądował na lotnisku w Rzymie.

## Źródła
- VISITA DEL SANTO PADRE FRANCESCO A LESVOS (GRECIA) vatican.va [dostęp 2016-04-16].